# Ashley Biden
Ashley Blazer Biden (Wilmington, Delaware; 8 de junio de 1981) es una trabajadora social, activista, filántropa y diseñadora de moda estadounidense. Ejerció el cargo de directora ejecutiva de la organización Delaware Center for Justice entre 2014 y 2019. Antes de su función administrativa en el centro, Biden trabajó en el Departamento de Servicios para Niños, Jóvenes y sus Familias de Delaware. Fundó la compañía de moda Livelihood, que está asociada con el minorista de comercio electrónico Gilt Groupe para recaudar dinero para programas comunitarios enfocados en eliminar la desigualdad de ingresos en los Estados Unidos, y la lanzó en la Semana de la Moda de Nueva York de 2017.

## Primeros años y familia
Ashley Blazer Biden nació el 8 de junio de 1981 en Wilmington, Delaware, y es hija del ex-presidente estadounidense Joe Biden y de la primera dama Jill Biden, quienes anteriormente se desempeñaron como vicepresidente y segunda dama de los Estados Unidos, respectivamente. Es media hermana de Beau Biden, Hunter Biden y Naomi Biden, hijos de su padre y de su primer matrimonio, con Neilia Hunter. Biden es tataranieta de Edward Francis Blewitt, bisabuelo de su padre.Ella es de ascendencia inglesa, francesa e irlandesa por línea paterna y de ascendencia inglesa, escocesa e italiana por línea materna.
Biden se crio en la fe católica y fue bautizada en la iglesia de St. Joseph's on the Brandywine en Greenville, Delaware. Durante su infancia, su padre desempeñó el cargo de senador de los Estados Unidos por el estado de Delaware y su madre trabajó como educadora.

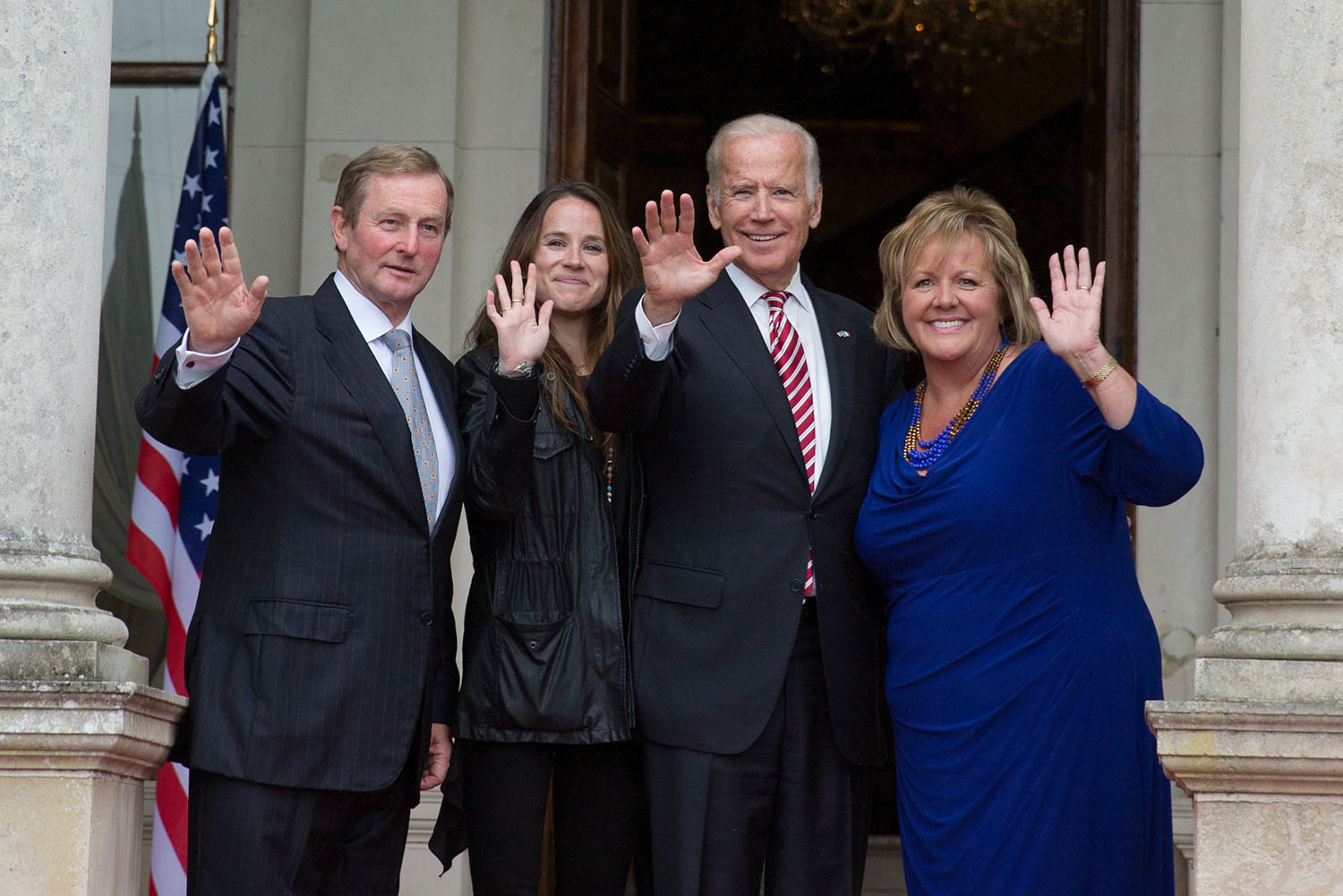
Enda Kenny, Ashley Biden, Joe Biden y Fionnuala Kenny en la casa Farmleigh en 2016.

Biden asistió a la Wilmington Friends School, una escuela privada dirigida por la Sociedad Religiosa de los Amigos en Wilmington. Ella jugaba en los equipos de lacrosse y hockey sobre césped de su colegio. Cuando ella se encontraba en la escuela primaria, descubrió que la empresa de cosméticos Bonne Bell testaba sus productos en animales, así que escribió una carta a la empresa pidiéndoles que cambiaran su política sobre pruebas con animales. Más tarde se involucró en la conservación de los delfines, lo que inspiró a su padre a trabajar con la congresista Barbara Boxer para redactar y aprobar la Ley de Información al Consumidor sobre la Protección de los Delfines de 1990.Biden compareció ante los miembros del Congreso de los Estados Unidos para presionar a favor de la legislación.

## Educación y carrera
Biden estudió antropología cultural en la Universidad Tulane. Durante su primer año de universidad, trabajó en Girls Incorporated, ahora Kingswood Academy, como consejera de campamento. También estuvo de becaria en un programa de verano en la Universidad de Georgetown, trabajando con jóvenes de Anacostia. Después de la universidad, Biden trabajó como camarera en una pizzería en Wilmington durante unos meses, antes de comenzar su carrera en trabajo social. Se mudó a Kensington (Filadelfia) y comenzó a trabajar como especialista de apoyo clínico en los servicios sociales de la Children’s Reach Clinic de Northwestern, ayudando a los jóvenes y sus familias a acceder a recursos y trabajando directamente con psiquiatras y terapeutas. Obtuvo un máster en trabajo social por la Scfhool of Social Policy and Practice de la Universidad de Pensilvania en 2010. Fue una de los doce graduados que recibieron el premio John Hope Franklin Combating American Racism Award (combatiendo el racismo estadounidense).

### Trabajo social y activismo
Biden trabaja como activista por la justicia social y trabajadora social. Después de terminar la escuela de posgrado, obtuvo un trabajo en la West End Neighborhood House, una organización sin ánimo de lucro, como su enlace de empleo y educación para adjudicar a jóvenes que desarrollan diversos programas de capacitación laboral y de habilidades laborales. Trabajó como trabajadora social en el Departamento de Servicios para Niños, Jóvenes y sus Familias de Delaware durante quince años. Mientras estaba en dicho departamento, creó programas para jóvenes centrados en la justicia juvenil, la acogida temporal y la salud mental. En 2008 fue incluida en la lista "40 People to Watch" (40 personas para observar) de la revista Delaware Today por su trabajo en el departamento. En 2012, se unió al Delaware Center for Justice como directora asociada, enfocándose en la reforma de la justicia penal en el estado. Ayudó a establecer y ejecutar programas y servicios en el centro enfocados en educación pública, servicios para víctimas adultas, violencia armada, mujeres encarceladas y reinserción en la comunidad. Supervisando todos los programas de servicios directos en el centro, Biden trabajó con víctimas de delitos, jóvenes juzgados, presos de edad avanzada, adultos en libertad condicional y libertad provisional, jóvenes absentistas y clientes de tribunales de primera instancia de Pensilvania que eran aptos para la mediación. En 2014, fue ascendida a directora ejecutiva del centro y ocupó ese cargo hasta 2019. Ella implementó un programa llamado SWAGG: Student Warriors Against Guns and Gangs (estudiantes guerreros contra las armas y las pandillas), respaldado por la Oficina de Justicia Juvenil y Prevención de la Delincuencia, que proporciona recursos educativos y grupos de apoyo comunitarios destinados a eliminar la violencia y la actividad de pandillas juveniles del condado de New Castle.

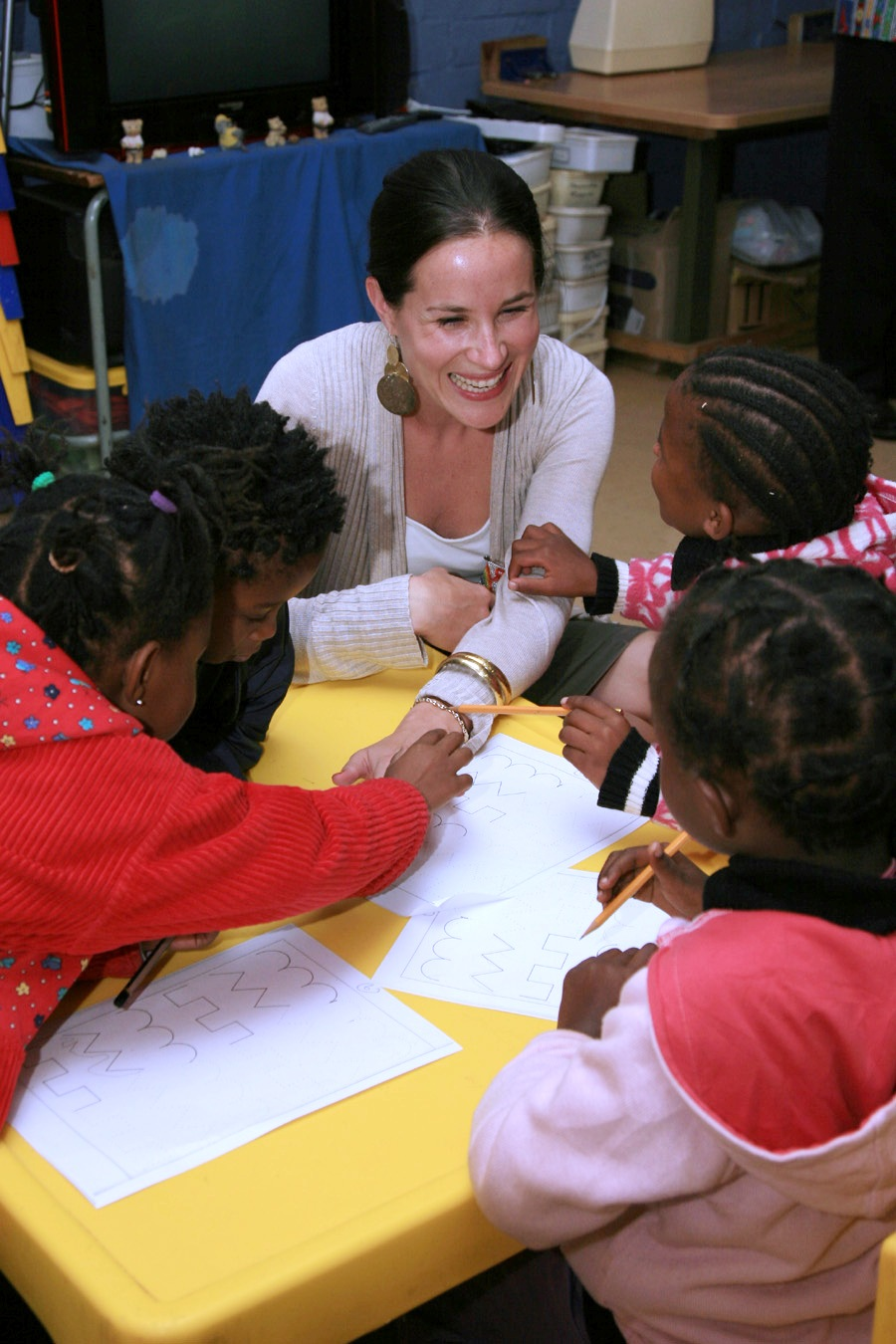
Biden jugando con niños en la guardería de Mapetla en Soweto, Sudáfrica, durante una visita oficial en junio de 2010.

En 2014, Biden criticó la pena de muerte, afirmando que no es rentable y desperdicia recursos que podrían destinarse a los servicios para las víctimas y la prevención del delito.
Fundó el programa Young@Art que brinda recursos y medios para que los estudiantes creen obras de arte mientras están recluidos en los centros de detención y luego vende el arte en la comunidad. La mitad de las ganancias del arte van directamente a los artistas y la otra mitad se destina a financiar el programa para comprar materiales de arte y pagar los salarios de los jóvenes que trabajan en las exposiciones de arte de la comunidad. A través del programa, Biden también les enseña a los estudiantes habilidades comerciales y financieras.

### Moda
En 2017, Biden lanzó Livelihood Collection, una marca de ropa de moda ética, en Spring Place en Tribeca durante la Semana de la Moda de Nueva York. Al evento de lanzamiento asistieron sus padres y celebridades como Olivia Palermo y Christian Siriano. La marca colaboró con Gilt Groupe y Aubrey Plaza para recaudar USD 30 000 para la Delaware Community Foundation. El logotipo de Livelihood, una flecha que atraviesa las letras "LH", se inspiró en el medio hermano de Biden, Beau, quien murió de cáncer cerebral en 2015. Biden declaró que "(Beau) fue mi arco. Su cáncer me puso de rodillas. No tuve más remedio que disparar hacia adelante, seguir adelante, seguir apuntando a mis propios sueños".
Biden creó la marca para ayudar a combatir la desigualdad de ingresos y la desigualdad racial en los Estados Unidos. Todas las ganancias del lanzamiento de la marca se destinaron a programas para comunidades necesitadas. El diez por ciento de las ventas continuas de la marca se donan a organizaciones comunitarias en el barrio de Anacostia de Washington D. C. y en Riverside, Wilmington. Los productos de Livelihood están hechos con algodón orgánico de origen estadounidense y se fabrican en los Estados Unidos. Decidió diseñar sudaderas con capucha debido a su conexión con el movimiento obrero y su significado simbólico hacia los movimientos de justicia social. El sitio web de la marca proporciona información sobre el compromiso cívico y la justicia económica.
Junto con Colleen Atwood, Barbara Tfank, Rachel Zoe, Bibhu Mohapatra, Betsey Johnson, Calvin Klein, Óscar de la Renta, Anna Sui, Paul Tazewell y otros diseñadores y casas de moda, Biden diseñó atuendos para muñecos de vinilo de 12 pulgadas (~30 cm) de los personajes Snoopy y Belle, de Peanuts, para la exposición de 2017 Snoopy and Belle in Fashion. La exhibición comenzó el 7 de septiembre de 2017 en el Brookfield Place en Manhattan. Realizó una gira en San Diego, Los Ángeles y otras ciudades de Estados Unidos antes de cerrar el 1 de octubre de 2017.
En junio de 2020, Biden diseñó los uniformes del personal del Hotel Hamilton en Washington D. C. como una sección de su Colección Livelihood. Los uniformes se dieron a conocer en una fiesta de lanzamiento privada. El hotel donó USD 15 000 a Livelihood.

## Vida personal

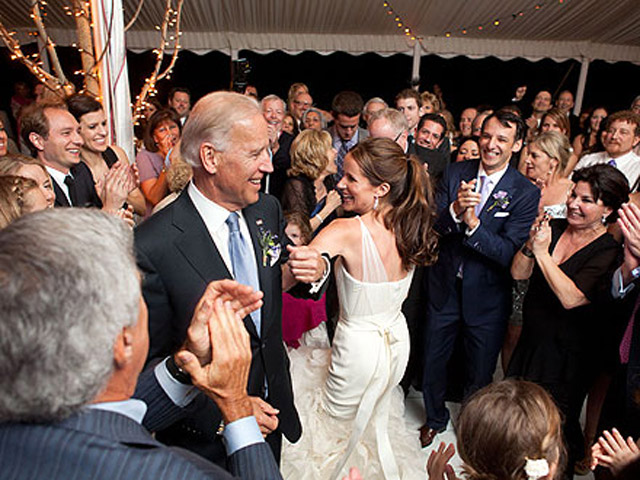
Biden y su padre bailando la hora en la recepción de su boda.

En 2010, comenzó a salir con Howard Kerin, un cirujano plástico y otorrinolaringólogo, después de que su hermano, Beau, se lo presentara. Se casaron en una ceremonia interreligiosa católica y judía en St. Joseph's on the Brandywine en 2012. Kerin trabaja en el Hospital Universitario Thomas Jefferson y como profesor asistente de cirugía facial, plástica y reconstructiva en la Universidad Thomas Jefferson.
Biden es católica practicante. Se reunió junto con su esposo, su padre y su hermano en una audiencia privada con el papa Francisco en el Vaticano en 2016.
En agosto de 2020, Biden habló en la Convención Nacional Demócrata de 2020 antes de que su padre aceptara la nominación presidencial demócrata de 2020. El 6 de agosto, presentó un evento organizativo para Mujeres de Wisconsin por Biden para discutir la Agenda de la mujer, publicada por la campaña de su padre, y crear conciencia sobre los problemas de la mujer en las elecciones presidenciales de Estados Unidos de 2020.

### Robo de diario
En 2020, un diario que tenía Biden fue robado y vendido al grupo activista de extrema derecha Project Veritas. Dos residentes de Florida en 2022 se declararon culpables de conspirar para transportar el diario robado a través de las fronteras estatales, así como otros artículos personales.